# Vesper Lynd
Vesper Lynd es un personaje de ficción de la saga de películas y novelas de James Bond. Ha sido interpretada por Ursula Andress y Eva Green en las películas.

## Biografía ficticia
Vesper Lynd es una mujer joven que representa el Tesoro británico y ofrece unos 10 millones de dólares en el juego de cartas (baccara en la novela, Texas Hold'em Poker en la película de 2006). Se hace amiga de James Bond y después la amistad se convierte en amor. Después de la muerte de Chiffre, Bond y ella se van de vacaciones a Venecia, pero sigue siendo atormentada por la visión de un vendedor de relojes ciego. Creyendo que es Adolph Gettler, agente SMERSH (Quantum en la película de 2006) vino a matar a los dos, ella escribió una carta de confesión y el suicidio. Se derrumba edificio antiguo veneciano y Vesper, encerrados en un elevador que se hundió, se niega a Bond, la rescata y muere. Ella tenía un novio francés de origen argelino, que se encuentra a Bond Quantum of Solace.

## Aparición en novelas
- Casino Royale

## Aparición en películas
- Casino Royale (2006), interpretada por Eva Green.
- Casino Royale (1967), interpretada por Ursula Andress.